# Międzyrzec Podlaski
Międzyrzec Podlaski ([mʲɛnˈd͡zɨʐɛt͡s pɔdˈlaskʲi]) est une ville de l'est de la Pologne, située dans le powiat de Biała Podlaska dans la voïvodie de Lublin.
La ville est une gmina urbaine et est le siège administratif (chef-lieu) de la gmina de Międzyrzec Podlaski.
Sa population s'élevait à 17 104 habitants en 2007 sur une superficie de 20,03 kilomètres carrés.

## Histoire
Avant guerre, les Juifs, soit 12 000 personnes, constituaient les trois quarts de la population de la ville.
36 civils sont assassinés par l'armée allemande en novembre 1918,. Un monument leur est dédié 51° 59′ 03″ N, 22° 47′ 02″ E.
En 1939, au cours de la Seconde Guerre mondiale, lors de l'invasion germano-soviétique de la Pologne, la ville est envahie par la Wehrmacht le 13 septembre 1939, et cédée aux Russes le 25 septembre, en conformité avec le Pacte Molotov-Ribbentrop. Deux semaines plus tard, elle est transférée à l'Allemagne après le nouveau traité Boundary. En 1940, six camps de travaux forcés distincts ont été mis en place par les nazis pour quelque 2 000 Juifs locaux ; avec Judenrat et police juive.
L'armée allemande entre dans la zone d'occupation soviétique, le 22 juin 1941 sous le nom de code de l'opération Barbarossa. Les Juifs de la région environnante, y compris ceux expulsés de Cracovie sont expédiés vers ces camps. Le 19 avril 1942, les juifs se voient ordonner par la Gestapo de trouver plus de 50 kilogrammes d'or sous 3 jours. Quelque 40 otages sont assassinés dans les rues. Les 25 et 26 août 1942, la première déportation massive des juifs de Międzyrzec a lieu avec près de 10 000 prisonniers mis de force dans 52 wagons à bestiaux (envoi no 566 selon l'inventaire allemand) et envoyé au camp d'extermination de Treblinka. Deux jours plus tard, le ghetto de Międzyrzec Podlaski est établi sous la direction du Judenrat. Plusieurs actions de déportation de masse s'ensuivent. Le 17 juillet 1943, le ghetto est officiellement liquidé, avec le camp de transit local. Moins de 1 % de la population juive de la ville a survécu aux exécutions de masse nazies et déportations vers les camps de la mort.

## Structure du terrain

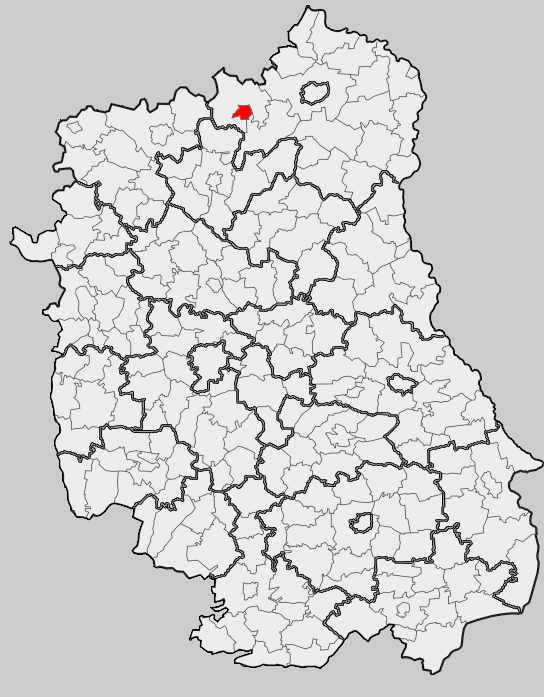
Position de la ville dans la voïvodie

D'après les données de 2002, la superficie de la commune de Międzyrzec Podlaski est de 19,75 km2, répartis comme telle :
- terres agricoles : 57 % ;
- forêts : 9 %.

La commune représente 0,72 % de la superficie du powiat.

## Démographie
Données du 31 décembre 2007 :
| Description        | Total  | Total | Femmes | Femmes | Hommes | Hommes |
| ------------------ | ------ | ----- | ------ | ------ | ------ | ------ |
| Unité              | Nombre | %     | Nombre | %      | Nombre | %      |
| Population         | 17 104 | 100   | 8 833  | 51,6   | 8 271  | 48,4   |
| Densité (hab./km2) | 853,9  | 853,9 | 441,0  | 441,0  | 412,9  | 412,9  |

## Relations internationales

### Jumelages
- Thouars (France)
- Kobrin (Biélorussie)

## Personnalités liées à la ville

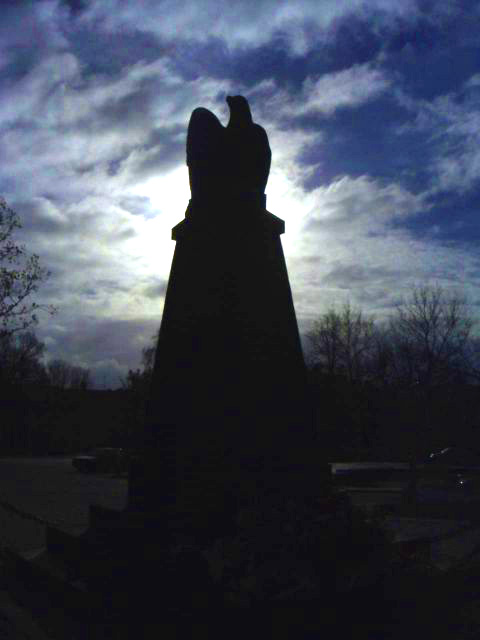
« Monument aux héros de la ville à Międzyrzec Podlaski » (aigle). Il s'agit de 36 civils assassinés par l'armée allemande en novembre 1918.

- Jan Brożek
- Adam Kazimierz Czartoryski
- August Aleksander Czartoryski
- Konstanty Adam Czartoryski
- Yehoshua Leib Diskin
- Elżbieta Dzikowska
- Morris Michael Edelstein
- Julius Eisenstein
- Stanisław Jan Jabłonowski
- Jacob ben Wolf Kranz
- Kazimierz Kierzkowski
- Ryszard Kornacki
- Sława Przybylska
- Moshe Rynecki
- Franciszek Stefaniuk
- Stanisław Żmijan
- Rabbi Yitzhak Yaakov Wachtfogel
- Samson Zelig Rubinstein

## Galerie

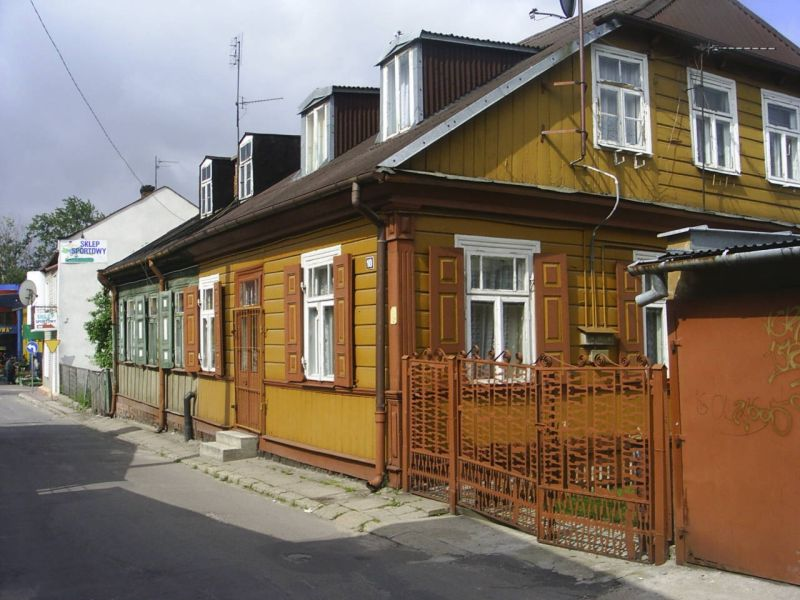
Vieilles maisons en bois
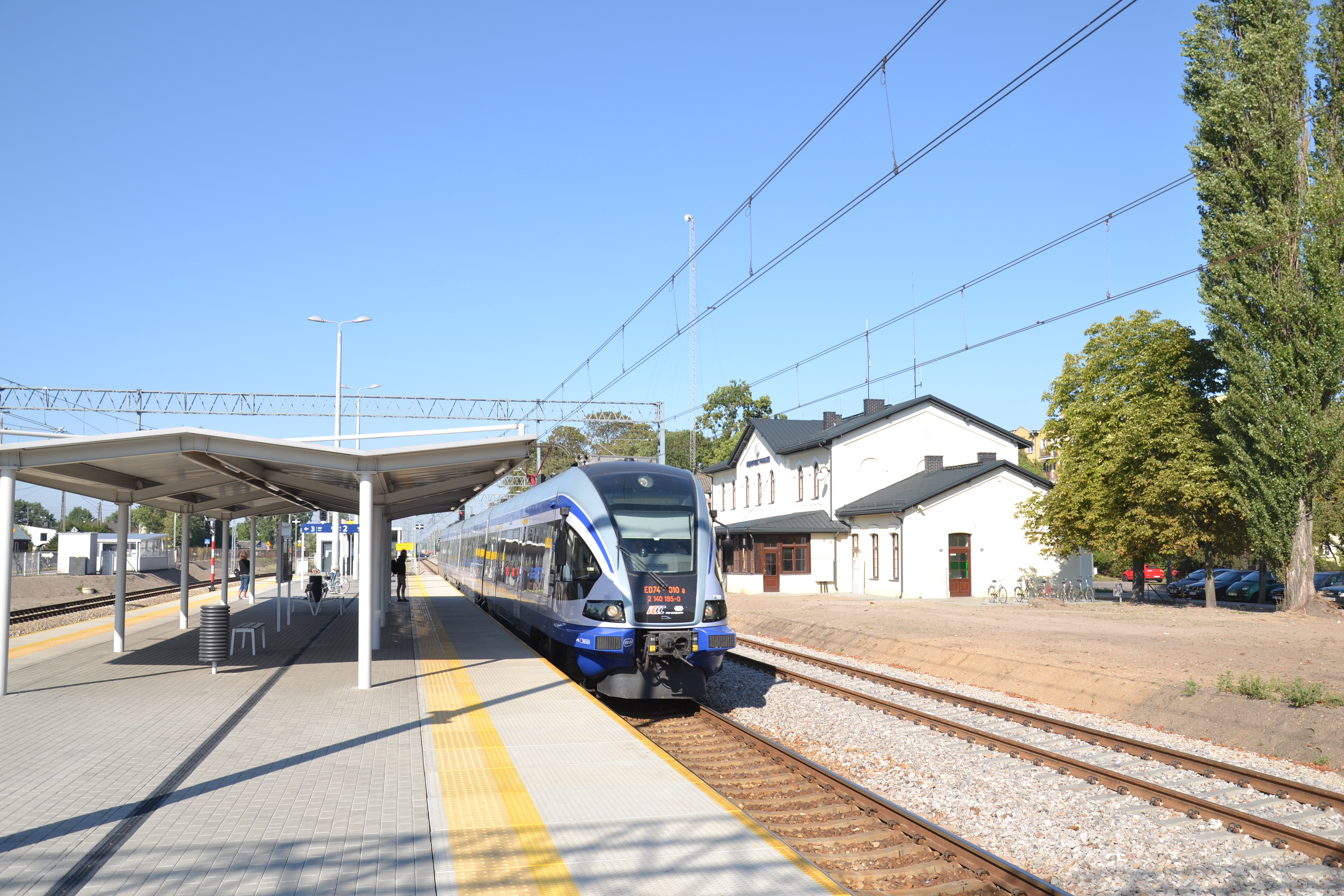
La gare
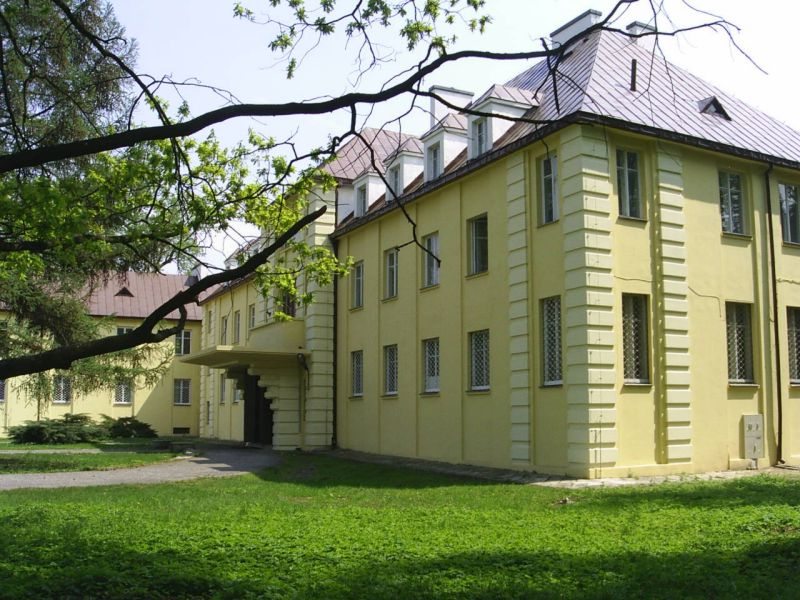
Palais de Potocki
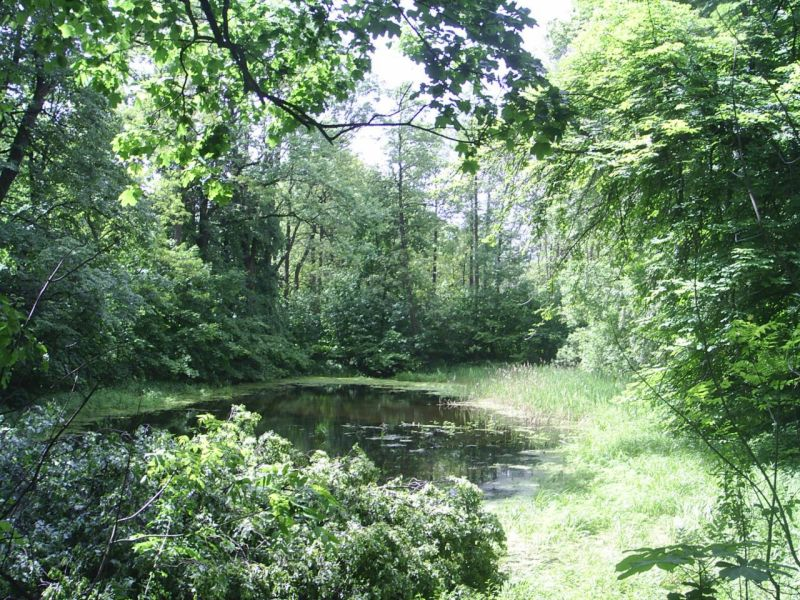
Parc anglais
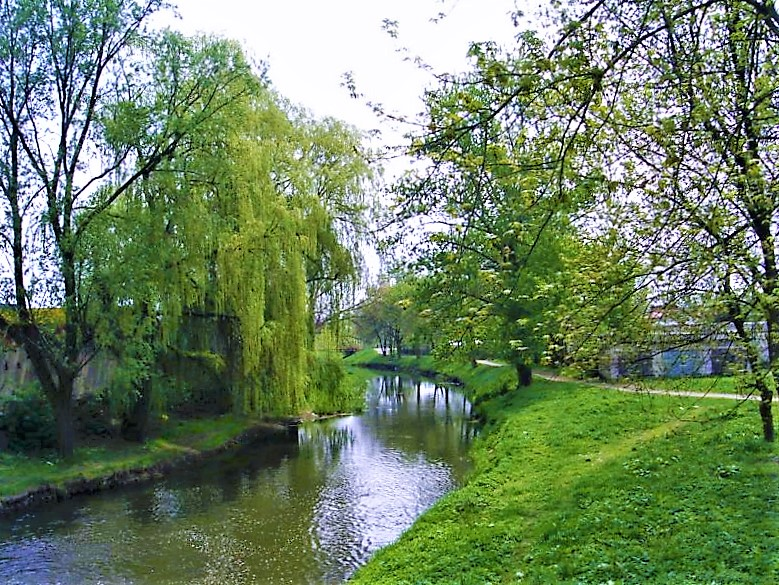
La rivière Krzna
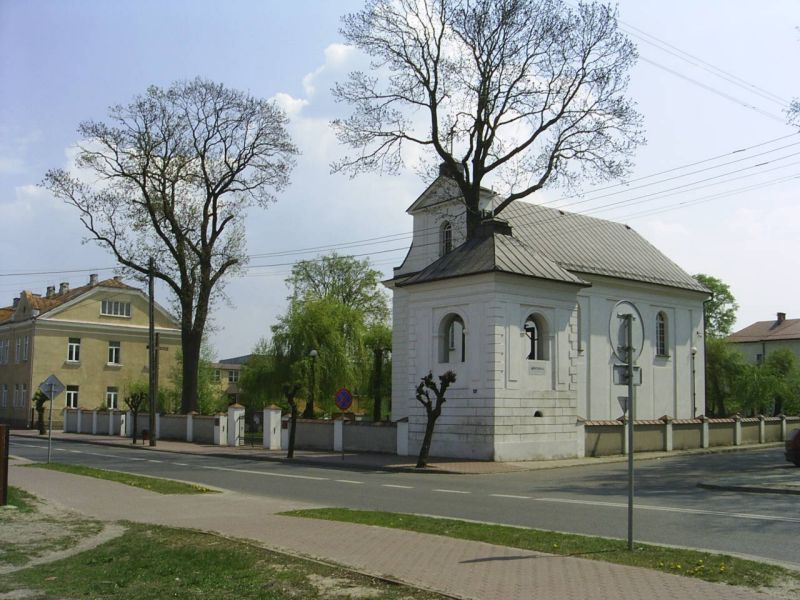
Église Saint Pierre et Paul
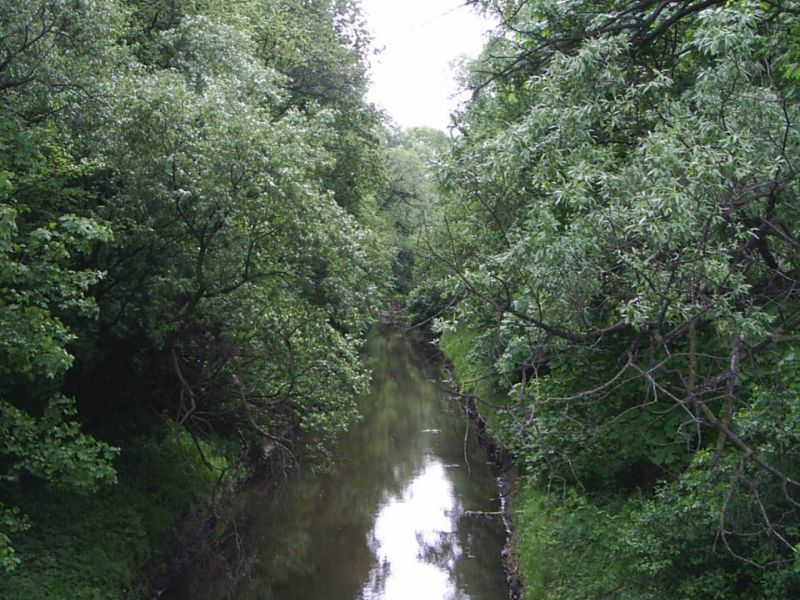
Bras de mer Wieprz-Krzna
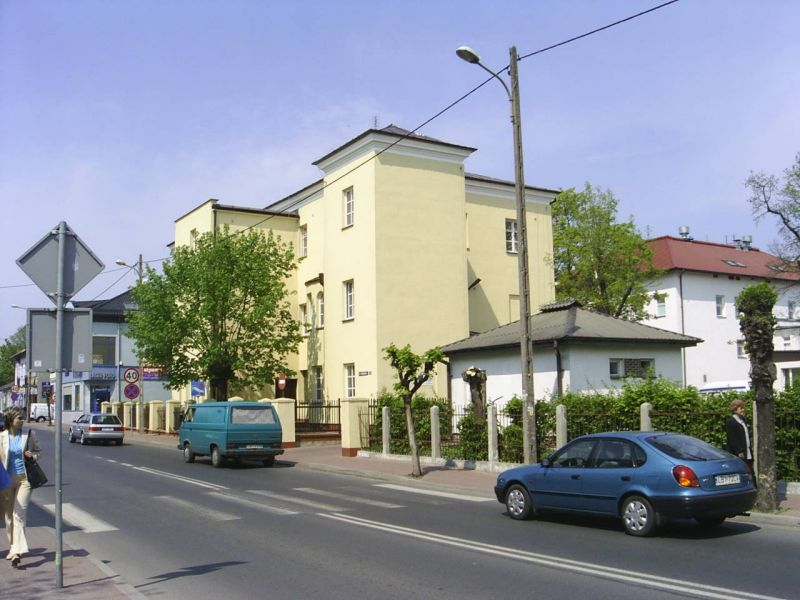
Hôpital